# The Outcasts of Poker Flat (1919)
The Outcasts of Poker Flat (no Brasil, O Caminheiro, ou Párias do Vício, título alternativo) é um filme dos Estados Unidos de 1919, do gênero western, dirigido por John Ford e estrelado por Harry Carey. O filme é baseado na história de mesmo nome, escrita em 1869 por Bret Harte.
O filme é presumidamente considerado perdido.

## Elenco
- Harry Carey
- Cullen Landis
- Gloria Hope
- Joseph Harris
- Virginia Chester
- Duke R. Lee
- Louise Lester
- J. Farrell MacDonald
- Charles H. Mailes
- Vester Pegg
- Vic Potel